# Himmelspol
Als Himmelspole werden die Durchstoßpunkte der Erdachse mit der Himmelskugel bezeichnet. Der Himmelsnordpol ist jener Punkt nahe dem Polarstern (α Ursae minoris) im Sternbild Kleiner Bär (bzw. Kleiner Wagen), um den sich scheinbar das Himmelsgewölbe in seiner täglichen Bewegung dreht. Der Himmelssüdpol liegt ihm gegenüber, in seiner Nähe liegt aber nur ein schwacher Stern, σ Octantis.
Der Himmelspol ist nicht völlig stabil relativ zu einem Beobachter auf der Erdoberfläche. Durch die Polbewegung wandert er leicht in einer komplexen Bewegung, die sich vereinfacht als Überlagerung aus Kreisbewegungen und einer Drift darstellen lässt.

## Äquatoriales Koordinatensystem
Auf der Himmelskugel, auf der die Astronomie die äquatorialen Himmelskoordinaten Rektaszension und Deklination definiert, liegen die Himmelspole genau über dem geografischen Nordpol (bzw. Südpol).
In den Himmelspolen laufen die Stundenkreise zusammen, ebenso verläuft der Meridian eines Beobachtungsorts durch die Himmelspole. Dem nördlichen Himmelspol entspricht eine Deklination von genau 90°, dem Südpol von −90°.
|  |  |

## Bewegung
Durch den Effekt der Präzession wandert der Himmelspol im Laufe von 25.800 Jahren (dem Zyklus der Präzession) um den Ekliptikpol (in der Mitte der Bilder). Diese Bewegung erfolgt auf einem Kreis mit etwa 23° Polabstand, welcher der momentanen „Schiefe der Ekliptik“ entspricht.
Vor rund 5000 Jahren war Thuban (der Hauptstern α Draconis im Drachen) der Polarstern, danach der lichtschwache Kappa Draconis und vor etwa 3000 Jahren Kochab (β Ursae Minoris) im Kleinen Bären. Heute ist es der Stern Alpha Ursae Minoris oder Polaris (Polarstern). Ab dem Jahre 3000 wird der Himmelsnordpol im Sternbild Kepheus liegen. In etwa 12.000 Jahren wird die helle Wega neuer Polarstern sein (jedoch ca. 6 Grad vom wahren Himmelsnordpol entfernt).
|  |  |

## Diverses
Alle Sterne bewegen sich auf ihren scheinbaren täglichen Bahnen (Erdrotation in 23:56:04 Stunden) auf einer Kreisbahn genau in Richtung eines Positionswinkels von 90°.
Für die Eichung von Fotometern hat man rings um den nördlichen Himmelspol eine Gruppe von Fixsternen definiert, die Polsequenz oder Nordpolarsequenz. Ihre scheinbare Helligkeit wurde genau gemessen und überdeckt einen Bereich von der 4. bis zur 10. Größenklasse.
Der Positionswinkel zur Angabe von Richtungen zwischen Doppelsternen oder von Bewegungsrichtungen bezieht sich auf die jeweilige Richtung vom Stern zum nördlichen Himmelspol.